# Katerina Batzeli
Katerina Batzeli (Atene, 25 maggio 1958) è una politica greca.

## Biografia
Fu europarlamentare durante la VI legislatura.